# Blood Money (Tom-Waits-Album)
Blood Money ist ein im Jahr 2002 bei Epitaph Records erschienenes Album von Tom Waits. Es enthält Songs, die der Komponist für Robert Wilsons Woyzeck-Inszenierung geschrieben hatte. Das Werk hatte am 21. November 2000 am Betty Nansen Theater in Kopenhagen Premiere. Zuvor hatte Waits bereits die Kompositionen für die Wilson-Inszenierungen The Black Rider und Alice beigesteuert. Der Woyzeck-Stoff selbst war bereits in der Vergangenheit mehrfach für das Musiktheater adaptiert worden, unter anderem von Alban Berg für dessen Oper Wozzeck. Den Titel Blood Money erhielt das Album, da der Woyzeck in den Vereinigten Staaten nicht den gleichen Bekanntheitsgrad hat wie in Europa.
Die insgesamt düstere Stimmung der Kompositionen, die Waits größtenteils gemeinsam mit seiner Ehefrau Kathleen Brennan schrieb, entspricht der Gemütsverfassung, in der sich die Titelfigur in Georg Büchners Dramenfragment Woyzeck befindet. Dies kann als Gegensatz zum gleichzeitig veröffentlichten und als eher verspielt bezeichneten Album Alice gesehen werden, welches sich an Alice im Wunderland orientiert.
Bei Kritikern wurde das Werk überwiegend positiv aufgenommen, gelobt wird beispielsweise der sensible Umgang mit der Vorlage und die Umsetzung des literarischen Stoffes in Theatermusik.

## Titelliste
Alle Lieder wurden von Tom Waits und Kathleen Brennan geschrieben:
1. Misery Is the River of the World – 4:25
2. Everything Goes to Hell – 3:45
3. Coney Island Baby – 4:02
4. All the World is Green – 4:36
5. God’s Away on Business – 2:59
6. Another Man’s Vine – 2:28
7. Knife Chase – 2:26 (Instrumental)
8. Lullaby – 2:09
9. Starving in the Belly of the Whale – 3:41
10. The Part You Throw Away – 4:22
11. Woe – 1:20
12. Calliope – 1:59 (Instrumental)
13. A Good Man Is Hard to Find – 3:57